# João Ribeiro Cristino da Silva
João Ribeiro Cristino da Silva (1858 - 1948) foi um pintor português.

## Biografia
O artista, filho de João Cristino da Silva, fez parte do Grupo do Leão.
Encontra-se colaboração artística da sua autoria nas revistas O Occidente (1877-1915), O António Maria (1879-1885;1891-1898), Ilustração Popular  (1884), A Imprensa  (1885-1891) e  Terra portuguesa  (1916-1927).